# Nynniaw
Nynniaw (fl.  décennie 450) est un roi de Gwent au Pays de Galles

## Origine
Nynniaw ap Erb est le fils cadet d'Erb ap Erbin. Il lui succède dans le Gwent pendant que son frère Pebiau ap Erb, hérite de l'Ergyng c'est-à-dire le nord du Gwent. 

## Contexte
Nynniaw apparaît dans les généalogies des rois de Gwent et Glywysing comme ancêtre de Tewdrig, roi de Gwent:
Nynnyaw m. Erb m. Erbic;
Teithfallt ap Nynyaw ap Yrb; 
mais Teithvallt ap Nynniaw ap Vrban,  
et Teitfall ab Idnerh ab Yrb
La chronologie et la datation des premiers souverains du roi de Gwent reste difficile à établir, car Nynniaw est présenté comme un contemporain de Cunedda  qui vivait dans vers le milieu du Ve siècle. Son nom est peut-être une référence à l'évêque Saint Ninian,  évangélisateur des Pictes du Sud mort vers 432. Il est le père de Teithfallt ap Nynniaw .